# Dhogs
『Dhogs』は、2017年のスペイン映画（サスペンス映画）。言語はガリシア語。監督は本作がデビュー作品となるアンドレス・ゴテイラ。カルロス・ブランコ・ビラ、アントニオ・ドゥラン、ミゲル・デ・リラ、メラニア・クルス、イバン・マルコス、マリア・コスタスなどが出演している。『Dhogs』という題名は、犬を意味する「dogs」（素直で従順な生き物）と豚を意味する「hogs」（汚く堕落した生き物）をつなげた造語である。

## 製作・公開

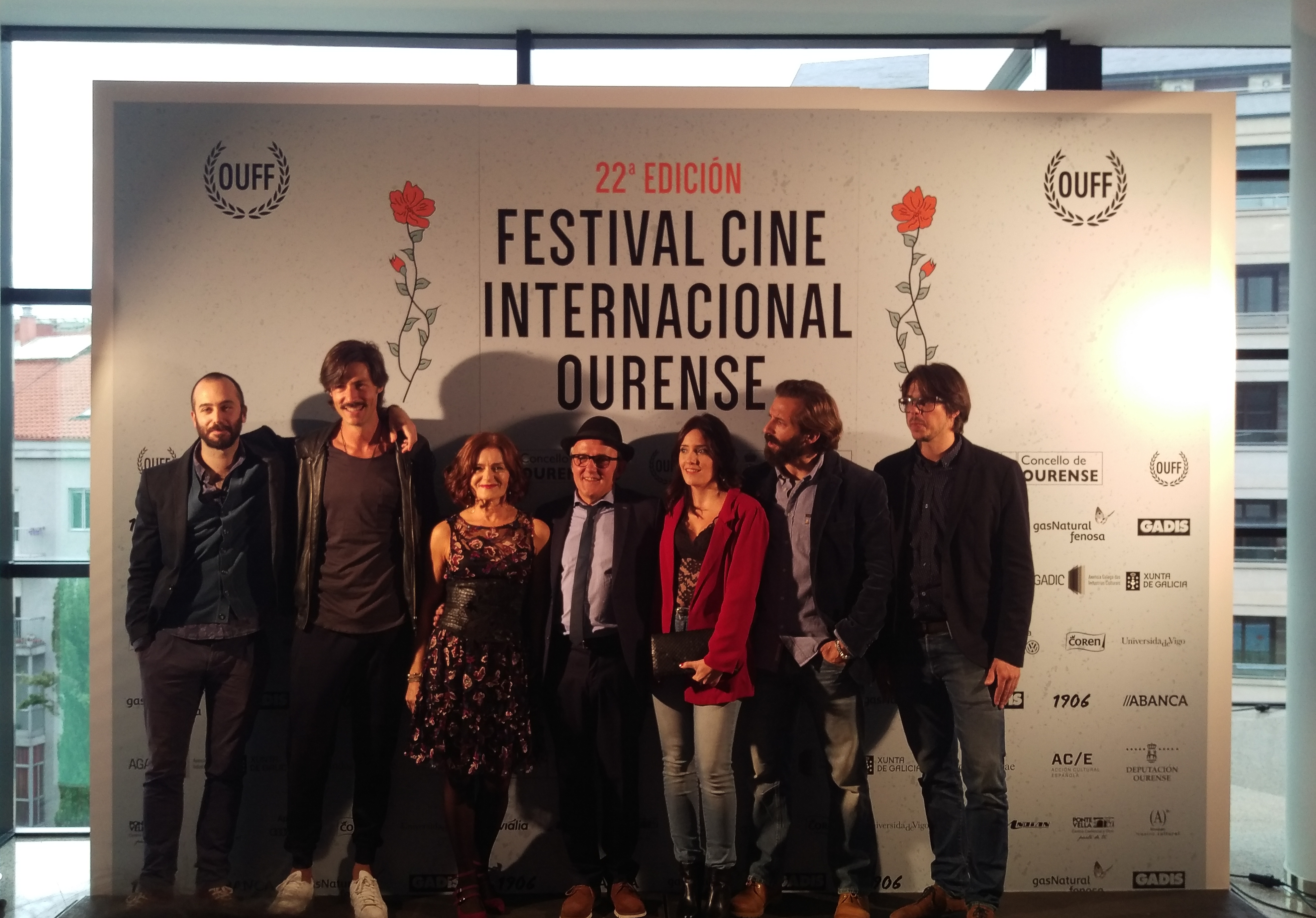
オウレンセ国際映画祭でのゴテイラ監督とキャスト陣

本作はAGADICとルーゴ県政府から資金提供を受けており、また予算の一部はクラウドファンディングで400人以上のパトロンから得ている。製作会社はGaitafilmesとPixelfilms。ビベイロ、アス・ポンテス・デ・ガルシーア・ロドリゲス、ア・コルーニャなどガリシア州各地で撮影されており、アンダルシア州アルメリア県のタベルナス砂漠でも撮影が行われている。
本作がデビュー作となるアンドレス・ゴテイラ監督は、デイヴィッド・リンチやマーティン・スコセッシやジョン・ダールの作品の要素を貪欲に吸収して本作品を製作した。脚本もゴテイラ自身が執筆している。
アルゼンチンのブエノスアイレス国際インデペンデント映画祭(BAFICI)のアバンギャルド部門作品賞にノミネートされ、2017年4月19日にプレミア上映された。
2017年10月9日にはカタルーニャ州のシッチェス映画祭でも上映されているが、本作はこの映画祭で上映された初のガリシア映画である。2017年10月21日にはガリシア州オウレンセ県オウレンセで開催されたオウレンセ国際映画祭でも上映された。

## 受賞とノミネート
メストレ・マテオ賞

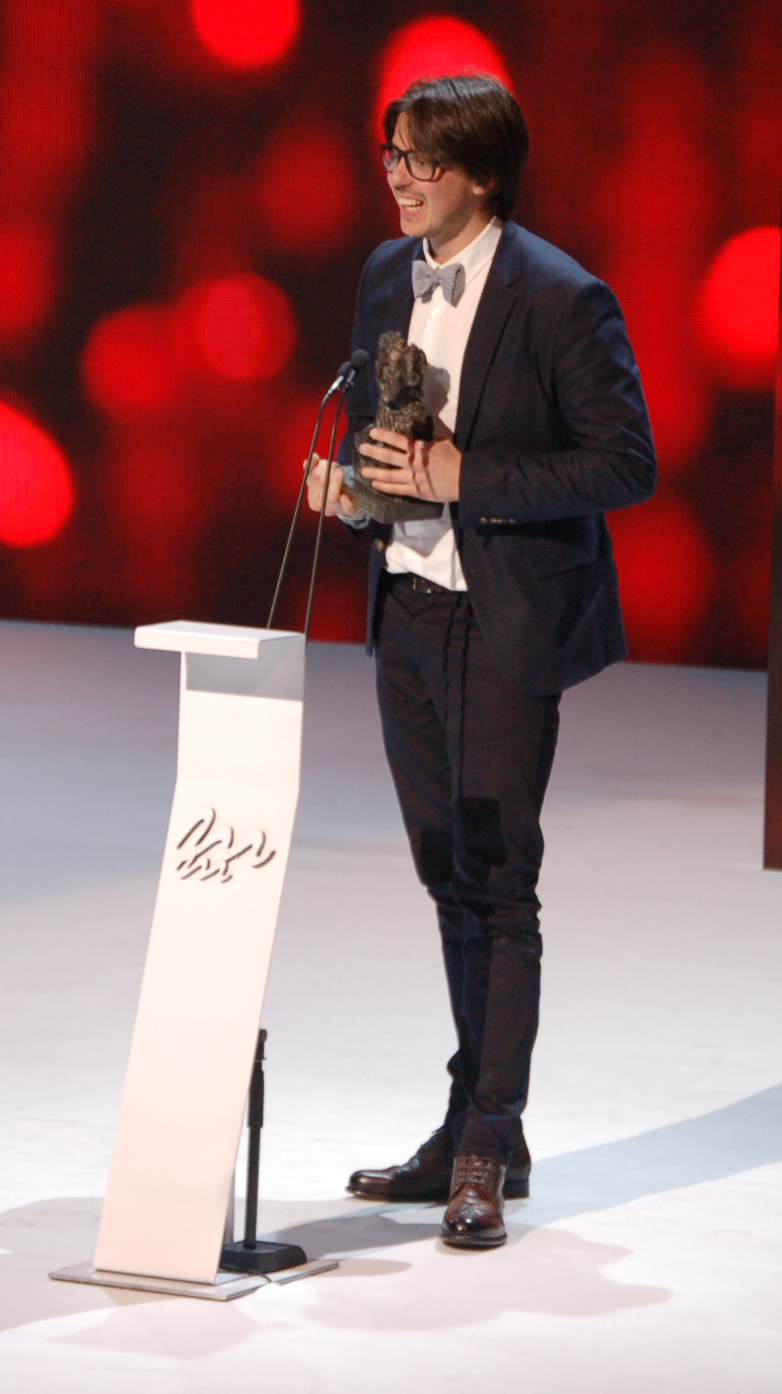
メストレ・マテオ賞を手にするゴテイラ監督

ガリシア州最大の映画賞はガリシアオーディオビジュアルアカデミー(AGA)が主催するメストレ・マテオ賞であり、2002年に初開催されている。2017年のメストレ・マテオ賞では14部門に計17ノミネートされ、歴代最多の13部門で受賞した。
| 部門                      | 対象                                      | 結果       |
| ------------------------- | ----------------------------------------- | ---------- |
| 作品賞                    | 作品賞                                    | 受賞       |
| 監督賞                    | アンドレス・ゴテイラ                      | 受賞       |
| 主演男優賞                | イバン・マルコス                          | 受賞       |
| 主演女優賞                | メラニア・クルス                          | 受賞       |
| 助演男優賞                | アントニオ・ドゥラン                      | 受賞       |
| 助演男優賞                | カルロス・ブランコ・ビラ                  | ノミネート |
| 助演男優賞                | ミゲル・デ・リラ                          | ノミネート |
| 助演女優賞                | マリア・コスタス                          | 受賞       |
| 脚本賞                    | アンドレス・ゴテイラ                      | 受賞       |
| プロダクション賞          | スソ・ロペス                              | 受賞       |
| 美術賞                    | ノエリア・ビラボア                        | 受賞       |
| 編集賞                    | アンドレス・ゴテイラ フアン・ガリニャネス | 受賞       |
| 作曲賞                    | ヘルマン・ディアス                        | 受賞       |
| 音響賞                    | ダビド・マチャード ハビエル・パト         | 受賞       |
| 撮影賞                    | ルシア・カトイラ・パン                    | 受賞       |
| メイキャップ&ヘアメイク賞 | アナ・コジャ                              | ノミネート |
| 衣裳デザイン賞            | マリア・ポルト                            | ノミネート |